# ロウソク問題
ロウソク問題 (英: Candle problem) またはロウソク課題またはドゥンカーのロウソク問題とは、人間の問題解決能力に機能的固着がどのような影響をおよぼすのかを測定するための認知能力テストである。このテストはゲシュタルト心理学者カール・ドゥンカーによって考案され、彼の死後である1945年に発表された。ドゥンカーは、クラーク大学にて問題解決課題についての論文の中で、このテストを初めて発表した。

## ロウソク問題の内容
このテストでは、被験者に1つの問題が与えられる。それは、コルクボードの壁にロウソクを固定し、点火するというものである。ただし、溶けたロウが下のテーブルに滴り落ちないようにする必要がある。この問題を解決するにあたり、被験者はロウソク以外に次の物だけを使うことが許される。
- 1束のマッチ (a book of matches)
- 1箱の画鋲 (a box of thumbtacks)

## ロウソク問題の解答

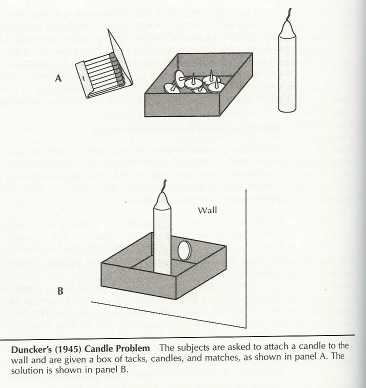
ドゥンカーのロウソク問題（1945年）
被験者はロウソクを壁に固定することを求められ、図Aのように1箱の画鋲、ロウソク、マッチを与えられる。解答は図Bに示されている。

箱から画鋲を取り出して画鋲で箱をコルクボードに固定し、ロウソクを箱の中に立ててマッチで火をつけるというのが答えである 。機能的固着のコンセプトが予測するところによると、被験者は箱について画鋲を入れるための道具としてのみ見て、そこに問題解決に有効活用できる別個の機能要素があるとはすぐには気付くことができない。

## 被験者の反応
この問題に取り組んだ多くの人が、独創的ではあるが効率的とは言えない手法を捜し求めた。例えば、ある被験者は箱を使わず、ロウソクを画鋲で壁に固定しようとした。また、ある被験者はロウソクの一部を溶かし、それを接着剤のように使ってロウソクを壁に貼り付けようとした。これらの手法はうまく行かなかったが、画鋲が箱の中ではなく箱の横に置かれた状態で提示されると、ほぼすべての被験者が最適な解法（それは自己定義による）に到達することが示された。
このテストは様々な人を対象に行われており、外国での居住と創造性の関連性を調べる研究では、ケロッグ経営大学院の経営学修士の学生が被験者になったこともある。

## グラックスバーグによる研究
1962年に行われたサム・グラックスバーグによる研究では、画鋲を箱の中に入れる方式と箱の横に置く方式と、それに短時間で解決法を見つけた被験者に賞金を出す方式と出さない方式を組み合わせ、計4種類の問題を用意した。賞金が出ない方式の場合、低動因群と呼ばれた被験者は、次のような説明を受けた。「この後で行う予定の実験で使用するにはどれが最適かを決めるため、私たちは様々な問題について試験的調査を行っています。解決に必要な時間についての基準値を得るのが、私たちの目的です」。その以外の高動因群と呼ばれた被験者は、次のような説明を受けた。「あなたがどれぐらい速く問題を解決できたかに応じ、5ドルから20ドルの賞金が用意されています。あなたのグループの中で上位25%に入れば、5ドルの賞金が出ます。最優秀者の賞金は20ドルです。解決にかかった時間が評価基準です」。画鋲を箱から出して提示した場合は、画鋲を箱の中に入れて提示した場合に比べ、より解決が容易であることがわかった。より多くの被験者が正解を見つけることができたうえ、正解した人も短時間で解いた。画鋲を箱の中に入れて提示する条件において高動因群の成績は、低動因群の成績よりも悪かった。グラックスバーグは、この結果を新行動主義的動因理論の見地から解釈した。「強い動因が存在することで、既存の習癖がなかなか消えず、正しい解法を思いつくのを阻害する」。これを、過剰正当化効果の見地から説明することについては、画鋲を箱から出して提示する条件下においてその効果が見られないことのほか、逆向きに若干の効果が見られることなどの不整合点がある。
高動因条件で失敗する割合が高くなる理由のもう一つの説明として、次のようにも言える。この課題を、限られた資源をめぐる競争という状態に変質させたことによって被験者は軽度のストレスを感じることになり、それによって闘争・逃走反応として知られる交感神経系反応が生じる。このストレス反応は、前頭葉皮質にある脳の創造的思考と問題解決の領域を、実質的に無力化する。

## 言語的含意
E. Tory HigginsとW. M. Chairesとによると、被験者にこのテストで通常用いられる2つの物の名前を、普段とは異なる見慣れない言語的構造で、つまり「1箱の画鋲」 (box of tacks) ではなく、「箱と画鋲」 (box and tacks) のように復唱させると、ロウソク問題の成績が改善することを発見した 。そのような言い回しを使うことで、その2つを別個の存在として区別と活用をより容易にしたのである。
スタンフォード大学で行われた調査では、問題が紙に印字された形で被験者に提示された。Michael C. Frankと言語獲得の研究者であるMichael Ramscarの報告によると、問題に関与する名称に下線を引くだけで（「テーブルの上に、ロウソク、1箱の画鋲、1束のマッチが…」 (on the table there is a candle, a box of tacks, and a book of matches...)）ロウソク問題の正解率は25%から50%に上昇した。